# 戴相龙
戴相龙（1944年10月1日—），男，江苏仪征人，中华人民共和国政治人物。原中央财政金融学院会计系毕业，高级经济师、研究员、博士生导师。中共第十四届中央候补委员，第十五、十六、十七届中央委员。曾任中国人民银行行长、天津市人民政府市长，全国社会保障基金理事会理事长等职。现任中国国际经济交流中心副理事长，南开大学教授。著有《戴相龙金融文集》。

## 生平

### 基层历练
1968年，自中央財政金融學院（今中央财经大学）会计系财务会计专业毕业后，戴相龙被分配到云南圭山煤矿工作；历任财务科会计、宣传科干事、工区党支部副书记，省煤炭工业局政治部干事。1973年5月加入中国共产党。1979年，调回原籍江苏省工作。
在江苏工作期间，戴相龙由中国人民银行江苏省分行的一名普通干部做起；历任中国农业银行江苏省分行拨款处副处长，丰县人民政府副县长，中国农业银行江苏省分行副行长等职。1985年至1995年，他先后出任中国农业银行副行长，交通银行总经理、副董事长、党组书记，中国人民银行副行长、党组副书记等职。

### 执掌央行
1995年6月30日起，戴相龙出任中国人民银行行长、党组书记。在担任央行第十任行长期间，经历了亚洲金融危机，戴相龙推动银行管理体制和经营机制改革；并曾先后主导连续九次降低存贷款利息，被戏称为“降息行长”；2001年6月起，还兼任中共中央金融工作委员会副书记。2002年12月，在朱镕基“内阁”任期仅剩三个月时间时，戴相龙离开国务院，调天津工作。

### 天津市長
2002年12月至2007年12月28日，戴相龙先后出任中共天津市委副书记，天津市代市长、市长等职，被媒体称为“金融市长”。2003年1月24日，戴相龙以全票当选为天津市市长；负责天津市人民政府全面工作，并分管财政、审计工作。戴相龙任天津市长的五年，在与诸多城市竞争的情况下，空客A320系列飞机总装线、中新生态城、百万吨乙烯等国际合作项目，都选择了落户天津滨海新区。
在任天津市市长期间，戴相龙展开改革及整顿，使当地的腐败问题得到一定程度上的治理；并积极推进“天津滨海新区”的开发和建设。 2006年5月，国务院正式批准滨海新区为国家综合配套改革试验区；戴相龙明确为天津设计了”不争金融中心，而是建立与中国北方经济中心相适应的金融服务体系和金融改革创新基地“的建设目标。

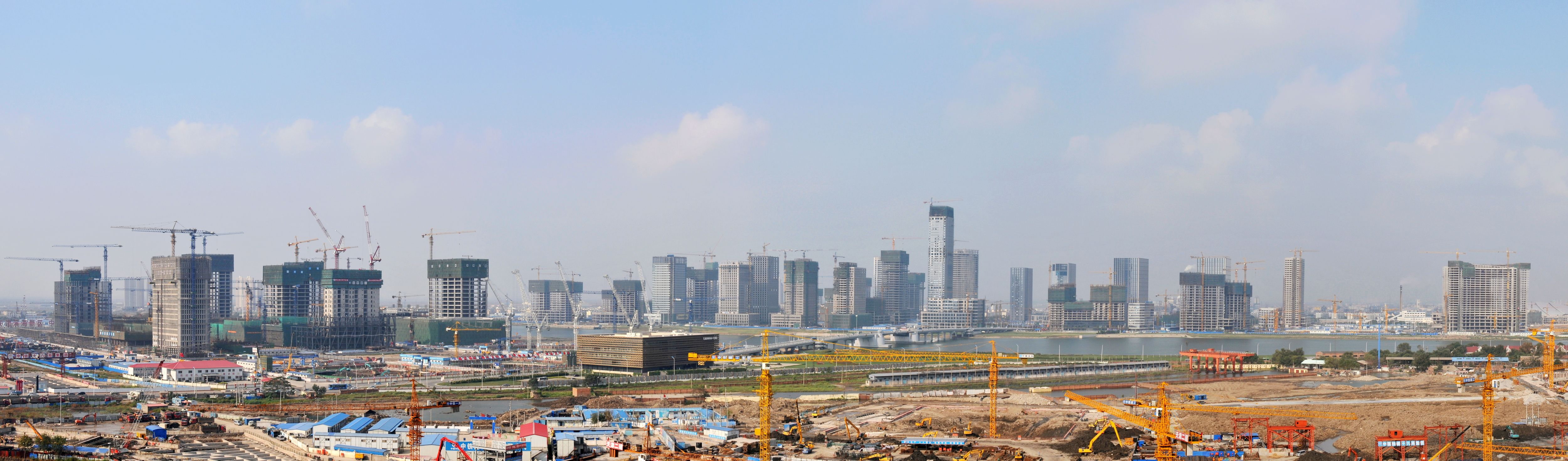
戴相龙任天津市长期间规划并开始建设的滨海新区于家堡金融区

此外，戴相龙还一直在推动渤海银行的筹建工作。2005年12月31日，渤海银行正式挂牌成立；这是自1996年后国务院批准的第一家全国性股份制银行。2006年，由戴相龙主导的”渤海产业投资基金“挂牌成立，是国家发改委批准的中国首支人民币产业投资基金。而天津港的货物吞吐量，已由2003年不到1亿吨跃升至3亿吨，成为中国北方最大的港口；而内地最大的保税港区天津港东疆保税港区也已经封关运作。
2007年10月，在中国共产党第十七次全国代表大会上，已经年届正部级官员退休年龄的戴相龙第三次当选中国共产党中央委员会委员，但在级别上并未获得进一步晋升。两个月后的12月28日，在距任职整五年还有3天的时候，戴相龙辞去了天津市市长职务。时任中共天津市委书记张高丽在评价戴相龙时，说：
戴相龙同志为加快天津的发展倾注了大量心血，对天津广大干部群众充满了深厚感情。对戴相龙同志所作出的贡献，天津人民是不会忘记的……向戴相龙同志表示崇高的敬意和衷心的感谢。

### 社保基金
离开天津后，2008年1月30日，新华网公布中共中央和国务院的决定，由戴相龙接替前财政部长项怀诚出任全国社会保障基金理事会理事长、党组书记。在戴的运作下，全国社保基金成为中国国内最大的专业私募股权投资机构；到2011年底，全国社保基金基金会管理的总资产达到8688.20亿元，承诺投资13只私募股权机构，承诺金额达195亿元。
2013年3月，刚刚卸任财政部部长的谢旭人出任全国社保基金理事会理事长，戴相龙任党组书记；2014年1月，69岁的戴相龙，正式退休。

## 家族
- 妻子：柯用珍，海通证券监事会主席，因患肝癌於2015年6月25日去世，終年66歲。
- 女儿：戴蓉
- 女婿：车峰，香港上市公司数字王国集团有限公司实际控制人，鼎和创业投资大股东，长住香港四季酒店，2015年6月2日回大陆探望罹患肝癌的岳母柯用珍期间被捕[19]，传其涉及已落马的前国安部副部长马建、北京盘古氏投资实际控制人郭文贵的案件[20]。

## 争议

### 温家宝亲信
香港《东方日报》引述消息称戴相龙曾向时任中共中央总书记江泽民状告总理朱镕基，因此激怒朱镕基，朱镕基内阁在任期仅剩3个月时，于2002年12月将戴相龙调离中央任天津市人民政府市长。因适逢温家宝推行金融改革与试点，其后出任国务院总理的温家宝等人着力支持戴相龙，因此戴相龙在离任天津市长之职后，他又担任全国社会保障基金理事会理事长等职。
戴相龙家族在戴相龙担任中国人民银行行长期间，通过平安保险上市交易，与温的家族一起赚大钱，并列中国亿万富翁权贵俱乐部。

### 传被调查
据2015年4月8日彭博社报道，传闻戴相龙涉嫌以权谋私被中纪委调查。虽然家族腐败丑闻盛传已久，但据4月28日的报道称，他退休后大部分时间和家人一起生活，并没有“被调查”。